# Gran Premio di San Paolo 2023
Il Gran Premio di San Paolo 2023 è stata la ventesima prova della stagione 2023 del campionato mondiale di Formula 1. La gara si è tenuta domenica 5 novembre sul circuito di Interlagos, a San Paolo del Brasile ed è stata vinta dall'olandese Max Verstappen su Red Bull Racing-Honda RBPT, al cinquantaduesimo successo in carriera; Verstappen ha preceduto all'arrivo il britannico Lando Norris su McLaren-Mercedes e lo spagnolo Fernando Alonso su Aston Martin Aramco-Mercedes.
All'intero weekend di gara hanno assistito 267 000 spettatori, allora nuovo record per il Gran Premio di San Paolo sul circuito di Interlagos. Il precedente primato apparteneva all'edizione precedente del 2022, caratterizzata da una presenza di 236 000 spettatori nel fine settimana.

## Vigilia

### Aspetti tecnici
Per questo Gran Premio la Pirelli, fornitore unico degli pneumatici, offre la scelta tra gomme di mescola C2, C3 e C4, la tipologia di pneumatici che caratterizza la gamma centrale del genere di coperture messe a disposizione dall'azienda italiana. A partire dall'edizione 2021 del Gran Premio, la Pirelli ha sempre stabilito questa tipologia di pneumatici per questo appuntamento. Essa viene stabilita per la sesta volta in stagione, e per la prima volta dal Gran Premio degli Stati Uniti d'America, che ha aperto il trittico di gare che si conclude con l'appuntamento in Brasile. La Pirelli rivela allo stesso tempo la tipologia degli pneumatici per gli ultimi due successivi Gran Premi di Las Vegas e Abu Dhabi.
La Federazione conferma le due zone per l'utilizzo del Drag Reduction System stabilite nella prima edizione della corsa quando, con tale denominazione, il Gran Premio debuttò nel calendario del campionato mondiale di Formula 1. Sul circuito sede della gara, l'Autodromo José Carlos Pace, in passato tracciato ospitante di trentasette edizioni valide per il mondiale di Formula 1 del Gran Premio del Brasile, vengono fissate due zone per l'utilizzo del dispositivo mobile. La prima zona è fissata tra la curva 3 e la curva 4, con rilevazione del distacco fra piloti posto all'apice della curva 2. La seconda zona è posta sul rettilineo principale e il detection point è stabilito dopo la curva 13. L'organo mondiale dell'automobilismo ha anche analizzato le zone del DRS durante il 2022, introducendo cambiamenti per il 2023 al fine di facilitare i sorpassi o renderli più difficili in alcuni circuiti in cui si riteneva che la zona in cui utilizzare il dispositivo mobile fosse troppo facile o difficile al fine di effettuare un sorpasso. L'Autodromo José Carlos Pace non rientra tra i tracciati oggetto di queste modifiche.
Rispetto all'edizione del 2022, il circuito è oggetto di alcune modifiche. Le barriere di protezione TecPro all'uscita della curva 1 sul lato destro sono state sostituite con pneumatici nuovi ricoperti da nastro trasportatore. La postazione numero 9 dei commissari di percorso, posta sulla sinistra prima della curva 6, è stata spostata di circa 70 metri più avanti. Il tracciato è stato riasfaltato dall'entrata della curva 6 fino all'uscita della curva 7 in uno strato largo 5,5 metri sul lato destro. Tra la curva 9 e la curva 10 sul lato destro nella via di fuga è stato installato un nuovo guard rail, mentre tra la curva 10 e la curva 11 sul lato sinistro è stata installata una nuova recinzione con specifiche della Federazione dietro il guard rail. Il ponte pedonale alla curva 14 sul lato sinistro è stato aggiornato con nuovi guard rail, recinzioni con specifiche della Federazione e blocchi di cemento come protezione. Tutta l'erba artificiale è stata rimossa. Il pannello luminoso numero 7, posto sulla sinistra prima della curva 6, è stato spostato più avanti, mentre il pannello luminoso numero 16, posto sulla destra alla curva 15, è stato spostato più indietro.
La Federazione rende noto che al termine della gara del precedente Gran Premio di Città del Messico, tra le vetture classificate è stata sorteggiata la Haas di Nico Hülkenberg per le verifiche tecniche. Le ispezioni hanno riguardato il sistema di aspirazione dell'aria, gli scambiatori di calore e tutti i sensori collegati. Tutti i componenti ispezionati sono risultati essere conformi al regolamento tecnico. Nella notte del mercoledi, la McLaren utilizza il primo dei quattro coprifuochi concessi durante la stagione per effettuare le operazioni sulle proprie vetture, mentre nella notte del giovedì è l'Alfa Romeo ad utilizzare il primo dei tre coprifuochi concessi. Entrambe le scuderie non ricevono sanzioni. Prima dell'inizio della sessione di prove libere del venerdì, sulla vettura di Charles Leclerc e Carlos Sainz Jr. viene installata la settima unità relativa all'impianto di scarico. Entrambi i piloti della Ferrari non sono penalizzati sulla griglia di partenza in quanto i nuovi componenti installati rientrano tra quelli utilizzabili nel numero massimo stabilito dal regolamento tecnico.

### Aspetti sportivi
Il Gran Premio rappresenta il ventesimo appuntamento stagionale a distanza di una settimana dalla disputa del Gran Premio di Città del Messico, diciannovesima gara del campionato. Per la settima e penultima volta in stagione, il mondiale prevede la disputa di una prova a distanza di una settimana dall'altra. Dopo la tenuta della seconda prova consecutiva in America del Nord, il mondiale disputa un altro appuntamento in questo continente, il penultimo della stagione, ma nella parte meridionale. È l'unica prova calendarizzata a disputarsi in America del Sud fra tutti gli appuntamenti del mondiale. Il Gran Premio di San Paolo è l'ottavo evento dopo la pausa estiva obbligatoria per squadre e piloti, nonché la nona gara della seconda parte di stagione, oltre a essere il primo di tre appuntamenti complessivi calanderizzati nel mese di novembre. Il mondiale disputa una gara sulla tipologia di tracciato permanente per il quinto weekend di gara consecutivo. Il contratto per l'inserimento della gara nel calendario mondiale, sempre all'Autódromo José Carlos Pace, è stato rinnovato alla vigilia della gara fino alla stagione 2030. Il Gran Premio chiude il trittico di gare, inizialmente il secondo di questo campionato senza considerare l'annullamento del Gran Premio dell'Emilia-Romagna che avrebbe aperto il primo trittico seguito dai Gran Premi di Monaco e Spagna, dopo la tenuta di quelli degli Stati Uniti e di Città del Messico. La disputa di tre Gran Premi per tre settimane consecutive avvenne, per la prima volta in assoluto nella storia della categoria, nel campionato 2018, in un'occasione, per tre volte ciascuno nel 2020 e 2021, e per una volta nella precedente stagione. Il Gran Premio è sponsorizzato, per la prima volta, dalla società svizzera produttrice di orologi Rolex. A questa edizione assistono 267 000 spettatori nel corso del weekend di gara, il quale rappresenta il record assoluto per il Gran Premio. Il precedente primato apparteneva all'edizione precedente del 2022, caratterizzata da una presenza di 236 000 spettatori nel fine settimana.
Presente nel calendario del campionato mondiale di Formula 1 fin dalla stagione 2021, il Gran Premio di San Paolo vede la disputa della sua terza edizione. È il cinquantesimo Gran Premio valido per il campionato mondiale a tenersi in Brasile. Dopo varie trattative iniziate nel 2020 e l'ipotesi di uno spostamento della sede del Gran Premio a Rio de Janeiro, gli organizzatori del Gran Premio del Brasile raggiunsero un accordo con Liberty Media che prevedeva che il Gran Premio fosse rinominato ufficialmente in Gran Premio di San Paolo in ossequio al maggiore coinvolgimento del governo locale, e che garantisse la sua presenza nel calendario del campionato mondiale fino alla stagione 2025. La denominazione del Gran Premio, nella lingua locale in portoghese Grande Prêmio de São Paulo, rappresentò la cinquantesima diversa denominazione utilizzata dalla Federazione per un Gran Premio. L'Autodromo José Carlos Pace, sede della gara, è già stato oggetto, su cinque diverse configurazioni, di trentasette edizioni valide per il campionato mondiale di Formula 1 del Gran Premio del Brasile, corse dal 1973 al 1977, nel 1979 e nel 1980, e dal 1990 al 2019. Fin dalla prima edizione di questa gara, la configurazione usata del tracciato è quella introdotta nel 1999. La pista ospita per la quarantesima volta una prova valida per il campionato mondiale. L'altra sede utilizzata per la disputa di un Gran Premio in Brasile è stato il circuito di Jacarepaguá, a Rio de Janeiro, il quale ha ospitato dieci Gran Premi, nel 1978, e dal 1981 al 1989. Il circuito di Interlagos è al settimo posto fra tutti quelli utilizzati nel calendario per maggior numero di edizioni disputate di un Gran Premio nella storia della categoria, con 39, oltre a essere il terzo più corto del mondiale, dietro al circuito di Monaco, sede del Gran Premio omonimo, e all'Autodromo Hermanos Rodríguez, sede del Gran Premio di Città del Messico. Il Brasile rientra tra diverse nazioni ad aver ospitato almeno due Gran Premi sul proprio territorio, oltre a quello omonimo, al decimo posto tra le nazioni per maggior numero di gare ospitate sul proprio territorio nella storia del mondiale, con 49.
Alain Prost è il pilota di maggior successo in Brasile, con sei affermazioni, cinque delle quali ottenute sul circuito di Jacarepaguá. Michael Schumacher è quello di maggior successo sul circuito di Interlagos, con quattro vittorie, insieme a Carlos Reutemann, vincitore dell'edizione del 1972 non valida per il campionato mondiale. Sebastian Vettel e il pilota britannico della Mercedes, Lewis Hamilton, hanno vinto per tre volte ciascuno all'Autodromo José Carlos Pace. La scuderia britannica McLaren è il costruttore di maggior successo in Brasile con dodici affermazioni. La Ferrari detiene il più alto numero di successi a Interlagos, nove contro gli otto trionfi della scuderia di Woking. Oltre a Hamilton, vincitore con la Mercedes nel 2016, 2018 e 2021, altri due piloti iscritti al campionato hanno trionfato a Interlagos: il pilota olandese della Red Bull Racing, Max Verstappen, trionfò con il costruttore austriaco nel 2019, mentre il compagno di squadra di Hamilton, George Russell vinse nell'edizione precedente con la Mercedes. Ayrton Senna detiene il record del maggior numero di pole position in Brasile, tre conquistate sul circuito di Jacarepaguá e tre a Interlagos. Hamilton, tra i piloti attuali, ha il maggior numero di partenze al palo, tre, tutte conquistate a Interlagos. La prima pole position fu ottenuta nel 2012 con la McLaren e le restanti nel 2016 e 2018 con la Mercedes. Il pilota danese della Haas, Kevin Magnussen, ottenne la prima e fin qui unica partenza in prima posizione in carriera nell'edizione precedente, valida per la Sprint. Altri quattro piloti hanno ottenuto la pole position a Interlagos: il pilota spagnolo dell'Aston Martin, Fernando Alonso, nel 2005 con l'ex scuderia denominata Renault; il tedesco Nico Hülkenberg della Haas nel 2010 con la Williams; il finlandese Valtteri Bottas dell'Alfa Romeo nel 2017 e 2021 con la Mercedes; Verstappen con la Red Bull Racing nel 2019. Il pilota australiano della McLaren, Oscar Piastri, e quello statunitense della Williams, Logan Sargeant, debuttanti nella categoria in questo campionato, gareggiano per la prima volta all'Autodromo José Carlos Pace. Sargeant, tuttavia, ha già girato sulla pista brasiliana durante la seconda sessione di prove libere dell'edizione precedente del 2022, sempre con la Williams.
Vista la collocazione nella parte conclusiva del campionato, l'Autodromo José Carlos Pace è stato protagonista dell'assegnazione di diversi titoli piloti e costruttori, rispettivamente per sei e cinque volte. Il pilota spagnolo dell'Aston Martin, Fernando Alonso, vinse i suoi due titoli iridati nel 2005 e nel 2006, seguito da Kimi Räikkönen, che vinse l'unico titolo nel 2007, dal pilota britannico della Mercedes, Lewis Hamilton, che ottenne il primo dei sette titoli nel 2008, da Jenson Button, con l'unico titolo in carriera del 2009, e da Sebastian Vettel, che conquistò il terzo dei quattro titoli nel 2012. L'ex scuderia denominata Renault vinse il secondo e ultimo titolo nel 2006, seguita dalla Ferrari nel 2008, dove ottenne il sedicesimo e ad oggi ultimo titolo, dall'ex Brawn GP, all'unico titolo nel 2009, dalla Red Bull Racing, al primo titolo dei sei totali nel 2010, e dalla Mercedes, al quinto titolo degli otto complessivi nel 2018.
La disputa dell'edizione precedente del 2022 fu inizialmente messa in dubbio. All'indomani delle elezioni generali brasiliane, fu sollevata la preoccupazione per la sicurezza a causa dei disordini nel Paese. Alcuni cittadini scesero per le strade per protestare contro i risultati elettorali che provocarono l'interruzione delle attività nel Paese. Alcuni camion logistici in rotta verso l'Autodromo José Carlos Pace, sede della gara, dall'aeroporto di Campinas-Viracopos, furono bloccati sull'autostrada dai manifestanti. L'instabilità politica in Brasile sollevò la questione se la Federazione avrebbe deciso di annullare la gara o se essa si sarebbe svolta come previsto. L'organo mondiale dell'automobilismo e Liberty Media monitorarono la situazione per decidere il destino della gara con l'intenzione di prendere una decisione finale dodici giorni prima dell'inizio dell'evento. La Formula 1 intervenne assicurando che il weekend di gara si sarebbe tenuto normalmente. L'evento viene poi svolto senza problemi.
Il Gran Premio di San Paolo viene scelto, per la terza volta consecutiva, come il sesto e ultimo evento di questo campionato dove il weekend di gara è caratterizzato dal format della Sprint, una gara di 100 km con scelta libera a livello di mescole di gomme e senza necessità di effettuare pit stop il cui risultato attribuisce punti validi per la classifica piloti e costruttori ai primi otto classificati. È l'unico evento ad essere selezionato per tre stagioni consecutive oggetto della gara veloce, dopo il suo debutto nella stagione 2021 sotto la denominazione di Qualifica Sprint. La Federazione, Liberty Media e i team raggiungono un accordo per il numero dei Gran Premi dove utilizzare il format Sprint, sperimentato nel 2021 e confermato nel 2022, entrambi con tre appuntamenti. Da quest'anno invece il numero degli eventi in cui di nuovo è presente la Sprint viene aumentato a sei. I Gran Premi ad ospitare il format della Sprint sono: il Gran Premio di Azerbaigian, Austria, Belgio, Qatar, Stati Uniti d'America e San Paolo. Inoltre un incidente che avviene durante una Sprint è ora di un importo fisso per squadra: 300 000 dollari, raddoppiato rispetto all'anno scorso. In ogni Sprint viene introdotta una novità riguardo l'utilizzo del Drag Reduction System dopo la partenza o dopo la ripartenza in caso di safety car: si potrà utilizzare l'ala posteriore mobile dopo un solo giro e non due come avvenuto fin'ora. Se la sperimentazione andrà a buon fine la novità sarà introdotta a pieno regime anche nelle gare domenicali a partire dal 2024. Le restrizioni riguardo al parco chiuso durante un weekend nel quale si disputa la Sprint vengono alleggerite dando una maggiore libertà di movimento riguardo ai pezzi danneggiati. Le norme si applicano dalla qualifica del venerdì fino alla gara della domenica.
Il sistema di punteggio da attribuire durante la Sprint, sempre valevole per le classifiche piloti e costruttori, non viene modificato rispetto al 2022, comprendendo sempre i primi otto classificati, i quali nell'ordine ricevono 8, 7, 6, 5, 4, 3, 2 e 1 punto. Nella riunione della F1 Commission alla vigilia della prima Sprint del campionato, si discute dell'idea di un cambio di format per i Gran Premi dove viene effettuata la gara breve. Il format viene ratificato e consiste al primo pomeriggio di venerdì della disputa di un'unica sessione di prove libere, seguita dalle qualifiche che si disputano al tardi pomeriggio, cui stabilisce la griglia di partenza della gara; al sabato mattina è prevista una nuova sessione di qualifica denominata "Sprint Shootout" che determina la griglia di partenza della Sprint corsa al pomeriggio, contraddistinta da una distanza di gara di 24 giri per questo evento o massimo 60 minuti secondo regolamento; la gara è programmata come di consueto la domenica pomeriggio. La nuova qualifica del sabato, introdotta in sostituzione della precedente seconda sessione di libere, prevede lo stesso svolgimento delle tradizionali qualifiche, ma con un tempo ridotto: la SQ1 prevede una durata di 12 minuti, la SQ2 di 10 e la SQ3 di 8. Tra ogni fase è prevista una pausa di sette minuti. Per ogni segmento, i piloti sono obbligati a montare le gomme medie in SQ1 e SQ2, e le gomme morbide in SQ3.
La scuderia britannica Williams annuncia l'impiego del pilota di Formula 3 per il team Prema Racing e membro della Williams Driver Academy, il britannico Zak O'Sullivan, nella prima sessione di prove libere del Gran Premio di Abu Dhabi, ultimo appuntamento della stagione. L'Aston Martin conferma quale pilota di riserva il brasiliano Felipe Drugovich, campione 2022 di Formula 2 e membro dell'AMF1 Driver Development Programme del team britannico, anche per la stagione successiva. Anche Drugovich sarà impiegato nella prima sessione di prove libere ad Abu Dhabi, per la seconda volta in stagione, come già accaduto nel Gran Premio d'Italia al posto del canadese Lance Stroll, con il numero 34. La Williams e l'Aston Martin rispecchiano quanto previsto nel regolamento sportivo valevole della stagione precedente, in cui tutte le dieci squadre iscritte al campionato hanno l'obbligo di schierare, durante le sessioni di prove libere, almeno due piloti giovani. La Mercedes comunica che il Chief Technical Officer della scuderia tedesca, Mike Elliott, lascia il costruttore di Brackley.
A partire da questo Gran Premio, la Federazione, nel proprio regolamento, vieta l'intralcio dei piloti verso altri concorrenti, dentro la corsia dei box, dopo quanto accaduto nel Gran Premio di Singapore e nel precedente Gran Premio di Città del Messico. I piloti non sono autorizzati a rallentare inutilmente, il che include l’arresto della vettura nella corsia della pit lane. Essi possono creare uno spazio nel tratto compreso tra il semaforo in fondo alla corsia e la seconda linea della safety car. I piloti che vogliono sfruttare questo tratto per creare spazio devono guidare il più a sinistra possibile per consentire agli altri piloti di superarli sul lato destro della corsia d’uscita dei box.
L'ex pilota di Formula 1 Vitantonio Liuzzi è nominato commissario aggiunto. L'italiano ha svolto in passato, in diverse occasioni, tale funzione, l'ultima nel Gran Premio di Singapore. È la casa automobilistica tedesca Mercedes, come nella gara precedente, a fornire la safety car e la medical car.

## Prove

### Resoconto
Le Ferrari ottengono i primi due posti della classifica della sessione di prove libere. Sainz Jr. precede Leclerc, e i due sono davanti a George Russell, che però monta gomme medie, a differenza del duo della scuderia italiana, che ha colto la prestazione con pneumatici a mescola morbida. Sono state classificate nella parte più bassa della graduatoria le Red Bull Racing, che hanno sfruttato la sessione solo per testare le gomme hard, e le McLaren. Le vetture di Woking hanno utilizzato gomme morbide, ma hanno abortito il giro rapido, dopo aver cercato la prestazione solo nei primi due settori della pista, tanto che Oscar Piastri risultava il più rapido in quella parte del tracciato.
Al termina della sessione di prove libere del venerdì, Lando Norris e Nico Hülkenberg vengono convocati dai commissari sportivi a seguito di una collisione tra i due piloti alla curva 12. Entrambi i piloti non ricevono sanzioni.

### Risultati
Nella sessione di prove libere si è avuta questa situazione:
| Pos | Nº | Pilota           | Costruttore | Tempo    | Gap    | Giri |
| --- | -- | ---------------- | ----------- | -------- | ------ | ---- |
| 1   | 55 | Carlos Sainz Jr. | Ferrari     | 1'11"732 |        | 30   |
| 2   | 16 | Charles Leclerc  | Ferrari     | 1'11"840 | +0"108 | 32   |
| 3   | 63 | George Russell   | Mercedes    | 1'11"865 | +0"133 | 31   |

## Qualifiche

### Resoconto
La pioggia colpisce il tracciato, prima della sessione di qualifica, che però inizia con cielo nuvoloso, ma senza la presenza di precipitazioni. A seguito di alcune forature sofferte dalle vetture, nella sessione di prove libere, la Federazione decide di provvedere alla pulizia del tracciato; per questa ragione l'inizio della sessione è posticipato di un quarto d'ora.
Piastri segna il tempo di riferimento con 1'11"494, davanti al duo della Williams, Albon e Sargeant. Lance Stroll prende il comando, con 1'11"420, mentre Bottas s'intercala secondo. Tocca a Norris portarsi in vetta, mentre Verstappen si ferma a soli tre decimi dal tempo del pilota della McLaren. Sainz Jr. e Leclerc sono ottavo e nono, rispettivamente, mentre viene notato un incidente tra Gasly e Russell, nella corsia dei box, col britannico che ha rallentato il pilota dell'Alpine. Gasly e Daniel Ricciardo rimontano in quarta e quinta posizione, mentre Kevin Magnussen segna il settimo tempo. Nel frattempo le previsioni annunciano, a breve, l'arrivo della pioggia. Charles Leclerc segna il nuovo record di sessione (1'10"472); Sainz Jr. rimonta quarto. Alonso scala terzo, immediatamente battuto da Piastri, mentre Norris si piazza alle spalle dello spagnolo dell'Aston Martin. Recupera la quinta posizione Pérez e Stroll la terza. Si assicura il quinto tempo Verstappen, mentre la Mercedes comunica a Hamilton che il suo tempo non è ancora sufficiente per il passaggio sicuro alla seconda fase. Albon è quarto, a 0"149 da Leclerc. Quando mancano solo due minuti al termine della Q1 la pioggia inizia a cadere sulla pista, ma i piloti sono ancora capaci di migliorare le loro prestazioni. Lewis Hamilton sale quarto e Russell va al comando (1'10"340). Nico Hülkenberg è terzo, mentre Magnussen sale sesto. Sono eliminati Tsunoda, Ricciardo, Bottas, Sargeant e Zhou.
Anche l'inizio della seconda fase vede della pioggia, ma la pista resta ancora competitiva. Max Verstappen segna il tempo di riferimento, in 1'10"162, con l'altro pilota della Red Bull Racing Pérez che si piazza a due decimi. Stroll chiude terzo, davanti ad Alexander Albon e Alonso. Hamilton si piazza quarto; meglio fa Norris, che s'intercala fra le due Red Bull Racing. Russell prende l'ottavo tempo, battuto da Leclerc, poco dopo. Oscar Piastri scala terzo. Lewis Hamilton coglie la quarta prestazione, mentre l'altro pilota della Mercedes, Russell, registra il secondo tempo. Le Ferrari si migliorano, in seguito, tanto che Carlos Sainz Jr. prende la seconda piazza. Il tempo del ferrarista è battuto prima dal connazionale Alonso e poi anche da Norris, che prende il comando (1'10"021). Rimonta terzo Sergio Pérez; la classifica è serrata: Norris e Stroll sono distanziati da 0"354, rispettivamente al primo e decimo posto della classifica. Albon vede la sua prestazione cancellata, e ritorna in quindicesima posizione. Non accedono alla fase finale Hülkenberg, Ocon, Gasly, Magnussen e Albon.
In Q3 Stroll batte subito Alonso, con 1'11"344; il tempo del canadese è migliorato da Verstappen (1'10"727). Russell è quinto, prima che Leclerc salga secondo. Norris è settimo, davanti a Sainz Jr., autore di un errore, all'inizio del suo tentativo; Piastri è autore di un'uscita di pista che, di fatto, costringe Pérez a rallentare, chiudendo col nono tempo. L'arrivo della forte pioggia costringe la direzione di gara a interrompere la sessione, che non riprenderà più.
Max Verstappen conquista la trentunesima pole position in carriera, l'undicesima della stagione, la prima da quella ottenuta nel Gran Premio del Qatar, a una lunghezza dal numero delle pole position di Nigel Mansell e all'ottavo posto nella classifica di tutti i tempi. Per il campione del mondo è la seconda partenza al palo sul circuito di Interlagos dopo quella del 2019. Per la Red Bull Racing è la novantaquattresima partenza in prima posizione della storia e la tredicesima del campionato, la prima da quella in Qatar proprio con Verstappen. Per la scuderia di Milton Keynes è la quarta pole position in Brasile, al pari della Lotus, la prima da quella del 2019 con l'olandese e la seconda nell'era turbo-ibrida iniziata nella stagione 2014. Leclerc, secondo, e alla trentesima prima fila in carriera e la prima in Brasile, batte il compagno di scuderia in qualifica sul circuito di Interlagos per la prima volta dopo quattro apparizioni. Per il monegasco è la posizione di partenza più alta sul circuito brasiliano dopo il miglior quinto posto nell'edizione del 2022. Stroll si qualifica terzo in un circuito in cui non aveva mai fatto meglio del quindicesimo posto in qualifica ed era stato eliminato in Q1 per quattro volte su cinque apparizioni. Il canadese, che non ha mai ottenuto punti o essersi qualificato oltre la Q1 a San Paolo, batte il compagno di squadra sul circuito brasiliano per la prima volta nelle prove ufficiali dopo cinque partecipazioni, sopravanzando Alonso in qualifica solamente per la terza volta in stagione dopo il Gran Premio di Spagna e il Gran Premio d'Austria. Per Stroll è la posizione di qualifica più alta dopo la pole position nel Gran Premio di Turchia 2020 con l'ex scuderia Racing Point. Alonso è quarto alla miglior qualifica in Brasile nell'era turbo-ibrida, mentre Hamilton, quinto, sopravanza il compagno di squadra Russell in qualifica per l'undicesima volta in stagione. Russell è sesto dopo essere partito dalla prima posizione nell'edizione precedente. Norris è settimo per la posizione più bassa di partenza a Interlagos dal 2019, mentre Sainz Jr., ottavo, viene battuto dal compagno Leclerc in qualifica per la quinta gara di fila. Pérez è nono e presenta solo una partenza tra i primi quattro nelle ultime quindici gare. Con la decima posizione di Piastri, entrambe le McLaren partono nei primi dieci in Brasile per la prima volta dal 2014. Dopo la pole position nell'edizione precedente con Magnussen, entrambe le Haas sono eliminate in Q2. Entrambi i piloti sono più lenti nella Q2 che nella Q1. Ocon, per soli 0"005, sopravanza il compagno Gasly nelle prove ufficiali per la prima volta in cinque gare, mentre Albon fa meglio del compagno di squadra in qualifica per la ventesima volta in altrettanti Gran Premi. Tsunoda, sedicesimo, ha un distacco di soli 0"497 dal miglior tempo registrato in Q1. È il margine più basso tra la prima e la sedicesima posizione nella storia della Q1, con l'attuale formato adottato nella stagione 2006. Per il giapponese è la prima eliminazione in Q1 in nove gare, mentre entrambe le AlphaTauri sono eliminate in Q1 per la prima volta dal Gran Premio di Gran Bretagna. Entrambe le Alfa Romeo sono eliminate nella prima fase dopo essersi qualificate nei primi dieci nel precedente Gran Premio di Città del Messico. Verstappen, alla cinquantaseiesima prima fila, registra per la prima volta undici pole position in una stagione. L'olandese ha confezionato venticinque vittorie dalle ultime trenta pole position. L'ultima partenza al palo non tramutata in vittoria si è verificata nel Gran Premio d'Austria 2022, quando a completare la prima fila fu proprio Leclerc. Per la prima volta dal 2012, la Mercedes non presenta una vettura nei primi tre posti in Brasile.
Al termine delle qualifiche, George Russell, Pierre Gasly e Esteban Ocon vengono convocati dai commissari sportivi per aver ostacolato altri piloti mentre quest'ultimi uscivano dalla corsia dei box. Nuovamente Gasly e Sergio Pérez vengono convocati per essere stati ostacolati rispettivamente da Russell e da altri piloti mentre quest'ultimi lasciavano la pit lane. Russell, Ocon e Gasly vengono penalizzati di due posizioni sulla griglia di partenza. Lance Stroll non riceve sanzioni da parte dei commissari sportivi, per non aver rispettato le istruzioni stabilite dalla direzione gara. Il pilota canadese dell'Aston Martin ha superato il tempo limite di un minuto e 14 secondi valevole tra la seconda linea della safety car e la prima di essa, nel corso dell'ottavo giro, durante la Q1.
La direzione gara comunica che la riunione dei piloti, programmata un'ora e mezza dopo la fine delle qualifiche, è annullata.

### Risultati
Nella sessione di qualifica si è avuta questa situazione:
| Pos                         | Nº | Pilota           | Costruttore                  | Q1       | Q2       | Q3          | Griglia |
| --------------------------- | -- | ---------------- | ---------------------------- | -------- | -------- | ----------- | ------- |
| 1                           | 1  | Max Verstappen   | Red Bull Racing-Honda RBPT   | 1'10"436 | 1'10"162 | 1'10"727    | 1       |
| 2                           | 16 | Charles Leclerc  | Ferrari                      | 1'10"472 | 1'10"303 | 1'11"021    | 2       |
| 3                           | 18 | Lance Stroll     | Aston Martin Aramco-Mercedes | 1'10"551 | 1'10"375 | 1'11"344    | 3       |
| 4                           | 14 | Fernando Alonso  | Aston Martin Aramco-Mercedes | 1'10"557 | 1'10"237 | 1'11"387    | 4       |
| 5                           | 44 | Lewis Hamilton   | Mercedes                     | 1'10"604 | 1'10"266 | 1'11"469    | 5       |
| 6                           | 63 | George Russell   | Mercedes                     | 1'10"340 | 1'10"316 | 1'11"590    | 8       |
| 7                           | 4  | Lando Norris     | McLaren-Mercedes             | 1'10"623 | 1'10"021 | 1'11"987    | 6       |
| 8                           | 55 | Carlos Sainz Jr. | Ferrari                      | 1'10"624 | 1'10"254 | 1'11"989    | 7       |
| 9                           | 11 | Sergio Pérez     | Red Bull Racing-Honda RBPT   | 1'10"668 | 1'10"219 | 1'12"321    | 9       |
| 10                          | 81 | Oscar Piastri    | McLaren-Mercedes             | 1'10"519 | 1'10"330 | senza tempo | 10      |
| 11                          | 27 | Nico Hülkenberg  | Haas-Ferrari                 | 1'10"475 | 1'10"547 | N.D.        | 11      |
| 12                          | 31 | Esteban Ocon     | Alpine-Renault               | 1'10"763 | 1'10"562 | N.D.        | 14      |
| 13                          | 10 | Pierre Gasly     | Alpine-Renault               | 1'10"793 | 1'10"567 | N.D.        | 15      |
| 14                          | 20 | Kevin Magnussen  | Haas-Ferrari                 | 1'10"602 | 1'10"723 | N.D.        | 12      |
| 15                          | 23 | Alexander Albon  | Williams-Mercedes            | 1'10"621 | 1'10"840 | N.D.        | 13      |
| 16                          | 22 | Yuki Tsunoda     | AlphaTauri-Honda RBPT        | 1'10"837 | N.D.     | N.D.        | 16      |
| 17                          | 3  | Daniel Ricciardo | AlphaTauri-Honda RBPT        | 1'10"843 | N.D.     | N.D.        | 17      |
| 18                          | 77 | Valtteri Bottas  | Alfa Romeo-Ferrari           | 1'10"955 | N.D.     | N.D.        | 18      |
| 19                          | 2  | Logan Sargeant   | Williams-Mercedes            | 1'11"035 | N.D.     | N.D.        | 19      |
| 20                          | 24 | Zhou Guanyu      | Alfa Romeo-Ferrari           | 1'11"275 | N.D.     | N.D.        | 20      |
| Tempo limite 107%: 1'15"263 |    |                  |                              |          |          |             |         |

In grassetto sono indicate le migliori prestazioni in Q1, Q2 e Q3.

## Sprint Shootout

### Resoconto
Verstappen e Pérez sono i primi piloti a prendere la pista, col campione del mondo che segna la migliore prestazione, in 1'11"888. Pérez si piazza a tre decimi, mentre è più lento Esteban Ocon, staccato di mezzo secondo. Le Ferrari si portano seconda con Leclerc e addirittura al primo posto con Carlos Sainz Jr.. Risale secondo Hamilton, mentre Russell chiude col quarto tempo, posizionandosi tra Verstappe e Leclerc. Pierre Gasly sale in settima posizione, davanti a Piastri. Fernando Alonso porta via la posizione al francese e Norris stacca il quinto tempo. Risale settimo anche Nico Hülkenberg; meglio fa l'altro pilota della Haas, Kevin Magnussen, che è quinto. Segna la nona prestazione Daniel Ricciardo e non si migliora Piastri, che è quattordicesimo, ma a soli 0"560 da Sainz Jr.. Sale al secondo posto Lando Norris, prima che la sessione venga interrotta, per un incidente che coinvolge Alonso e Ocon. In realtà la sessione era stata interrotta per una foratura sulla vettura dello spagnolo, che era stata poi centrata dal sopraggiungente Ocon. Oltre a quest'ultimo, non accedono alla fase successiva Ocon, Stroll, Zhou, Albon e Sargeant.
La seconda fase inizia con qualche minuto di ritardo, per consentire ai commissari di ripulire il tracciato, nel punto nel quale si è verificato l'incidente della prima fase. Alonso non può partecipare alla sessione, in quanto la sua Aston Martin è danneggiata, e non può essere riparata per tempo. Verstappen segna il tempo di riferimento (1'11"449), con Sergio Pérez secondo, in 1'11"611. Lewis Hamilton e Russell sono terzo e quarto, prima che Norris li sopravanzi entrambi. Piastri risale terzo, Hülkenberg prende la quarta piazza e Magnussen la sesta. Leclerc strappa il terzo tempo mentre Sainz Jr. s'intercala fra le due Red Bull Racing. Verstappen riprende la testa; Yuki Tsunoda, invece, risale al sesto posto. Meglio fa il suo compagno di team Ricciardo, che è secondo. La vetta della classifica cambia ancora, grazie a Pérez, che riporta 1'11"230. Hamilton e Russell rimontano al quarto e quinto posto, rispettivamente, prima che Norris ottenga la miglior prestazione, con 1'11"221. Sono eliminati, oltre ad Alonso, senza tempo, Magnussen, Hülkenberg, Gasly e Bottas.
Nella SQ3 i piloti decidono di optare per un solo tentativo, per poter salvare un treno di gomme soft, per la Sprint, visto che in questa fase delle qualifiche l'uso delle gomme morbide è obbligatorio. Oscar Piastri chiude con 1'11"189, battuto da Norris (1'10"622). Verstappen si ferma a 0"061 dal tempo del pilota britannico; chiude col terzo tempo Leclerc, battuto, poco dopo, da Tsunoda. Il giapponese viene battuto, a sua volta, da Pérez. Hamilton chiude quarto, preceduto, in seguito, dall'altro pilota della Mercedes, Russell. I primi due tempi più rapidi della sessione sono più veloci del tempo della pole position delle qualifiche.
Al termine della Sprint Shootout, Fernando Alonso e Esteban Ocon vengono convocati dai commissari sportivi a seguito di una collisione tra i due piloti alla curva 3, nel corso della SQ1. Ocon non riceve sanzioni. Yuki Tsunoda e Lando Norris vengono convocati per non aver rispettato le istruzioni stabilite dalla direzione gara. Entrambi i piloti hanno superato il tempo limite di un minuto e 14 secondi valevole tra la seconda linea della safety car e la prima di essa, nel corso del quinto giro in SQ1. Tsunoda e Norris ricevono una reprimenda. George Russell, Oscar Piastri e Ocon non ricevono sanzioni da parte dei commissari sportivi per lo stesso motivo. Russell ha superato il tempo limite per due volte, nel corso del quarto e quinto giro in SQ1, Piastri nel corso del sesto e Ocon nel corso del quinto, sempre in SQ1.

### Risultati
Nella sessione della Sprint Shootout si è avuta questa situazione:
| Pos                         | Nº | Pilota           | Costruttore                  | SQ1      | SQ2         | SQ3      | Griglia |
| --------------------------- | -- | ---------------- | ---------------------------- | -------- | ----------- | -------- | ------- |
| 1                           | 4  | Lando Norris     | McLaren-Mercedes             | 1'11"824 | 1'11"221    | 1'10"622 | 1       |
| 2                           | 1  | Max Verstappen   | Red Bull Racing-Honda RBPT   | 1'11"888 | 1'11"262    | 1'10"683 | 2       |
| 3                           | 11 | Sergio Pérez     | Red Bull Racing-Honda RBPT   | 1'12"218 | 1'11"230    | 1'10"756 | 3       |
| 4                           | 63 | George Russell   | Mercedes                     | 1'11"976 | 1'11"516    | 1'10"857 | 4       |
| 5                           | 44 | Lewis Hamilton   | Mercedes                     | 1'11"870 | 1'11"476    | 1'10"940 | 5       |
| 6                           | 22 | Yuki Tsunoda     | AlphaTauri-Honda RBPT        | 1'12"358 | 1'11"676    | 1'11"019 | 6       |
| 7                           | 16 | Charles Leclerc  | Ferrari                      | 1'12"107 | 1'11"473    | 1'11"077 | 7       |
| 8                           | 3  | Daniel Ricciardo | AlphaTauri-Honda RBPT        | 1'12"175 | 1'11"423    | 1'11"122 | 8       |
| 9                           | 55 | Carlos Sainz Jr. | Ferrari                      | 1'11"796 | 1'11"491    | 1'11"126 | 9       |
| 10                          | 81 | Oscar Piastri    | McLaren-Mercedes             | 1'12"356 | 1'11"648    | 1'11"189 | 10      |
| 11                          | 20 | Kevin Magnussen  | Haas-Ferrari                 | 1'12"058 | 1'11"727    | N.D.     | 11      |
| 12                          | 27 | Nico Hülkenberg  | Haas-Ferrari                 | 1'12"136 | 1'11"752    | N.D.     | 12      |
| 13                          | 10 | Pierre Gasly     | Alpine-Renault               | 1'12"229 | 1'11"822    | N.D.     | 13      |
| 14                          | 77 | Valtteri Bottas  | Alfa Romeo-Ferrari           | 1'12"303 | 1'11"872    | N.D.     | 14      |
| 15                          | 14 | Fernando Alonso  | Aston Martin Aramco-Mercedes | 1'12"224 | senza tempo | N.D.     | 15      |
| 16                          | 31 | Esteban Ocon     | Alpine-Renault               | 1'12"388 | N.D.        | N.D.     | 16      |
| 17                          | 18 | Lance Stroll     | Aston Martin Aramco-Mercedes | 1'12"842 | N.D.        | N.D.     | 17      |
| 18                          | 24 | Zhou Guanyu      | Alfa Romeo-Ferrari           | 1'12"497 | N.D.        | N.D.     | 18      |
| 19                          | 23 | Alexander Albon  | Williams-Mercedes            | 1'12"525 | N.D.        | N.D.     | 19      |
| 20                          | 2  | Logan Sargeant   | Williams-Mercedes            | 1'12"615 | N.D.        | N.D.     | 20      |
| Tempo limite 107%: 1'16"821 |    |                  |                              |          |             |          |         |

In grassetto sono indicate le migliori prestazioni in SQ1, SQ2 e SQ3.

## Sprint

### Resoconto
Magnussen, Hülkenberg e Sargeant affrontano il via su gomme medie, tutti gli altri conduttori con gomme soft.
Max Verstappen passa, al via, Norris, mentre Russell ha la meglio su Pérez, passato anche dall'altro pilota della Mercedes, Hamilton. Nel corso del primo giro George Russell supera anche Norris, per il secondo posto. Sempre nello stesso giro le due Ferrari superano le due AlphaTauri, con Leclerc davanti Tsunoda e Sainz Jr. davanti Ricciardo. Al quarto passaggio Sergio Pérez riprende la posizione a Hamilton; cerca di avvicinarsi al britannico anche Charles Leclerc, ma senza successo. Il giro dopo Norris prende la seconda posizione a Russell. Alexander Albon si lamenta dell'olio perso dall'Alfa Romeo di Bottas, che però potrà concludere la gara regolarmente. All'ottavo giro Russell e Pérez duellano lungamente, col pilota della Red Bull Racing che ha la meglio, solo due giri dopo. Davanti Norris sembra capace di ridurre il gap che lo separa da Verstappen.
Al dodicesimo giro Daniel Ricciardo attacca Carlos Sainz Jr. alla prima curva, ma lo spagnolo si riprende la posizione al termine della Reta oposta. Cerca di approfittare del duello Piastri, che resta alle spalle del connazionale. La lotta tra il ferrarista e il pilota dell'AlphaTauri si ripropone due giri dopo: anche questa volta Sainz Jr. ha la meglio, ma Piastri è capace di passare Ricciardo. Verstappen riamplia il margine su Norris, 1"7. Pérez resta a sette secondi dal britannico; a sua volta il messicano distanzia di 2"7 Russell. Nel corso del ventunesimo passaggio Leclerc passa Hamilton che viene passato, il giro successivo, da Yuki Tsunoda. Ricciardo passa Piastri, che viene messo sotto pressione anche da Fernando Alonso, ma senza successo.
Max Verstappen vince la settima Sprint in carriera dopo l'introduzione della gara breve nella stagione 2021, su dodici gare veloci fin qui disputate nella storia del mondiale, nonché la quarta complessiva del campionato dopo la vittoria in quella del Gran Premio d'Austria, del Gran Premio del Belgio e del Gran Premio degli Stati Uniti d'America, estendendo il record del maggior numero di successi per un singolo pilota nella gara rapida. Norris chiude secondo, il che lo porta a sette punti da Alonso nella lotta per il quinto posto in classifica piloti. Per il britannico della McLaren è il miglior risultato di sempre nella gara rapida, dopo il terzo posto nella Sprint del Gran Premio del Qatar. Pérez ottiene il terzo psoto, il suo primo arrivo nelle prime tre posizioni in qualsiasi formato di gara dal secondo posto del Gran Premio d'Italia. Il messicano della Red Bull Racing guadagna quattro punti su Hamilton nella lotta per il secondo posto nella classifica generale. Russell termina quarto per la terza volta in stagione durante una Sprint. Il britannico della Mercedes ottiene tre quarti posti e tre ottavi posto nelle sei Sprint del campionato. Leclerc chiude quinto in quel che è stato il quarto arrivo nei primi cinque in stagione nelle gare veloci. Con il sesto posto di Tsunoda, l'AlphaTauri ottiene i primi punti di sempre in una Sprint. La scuderia di Faenza era stato l'ultimo costruttore che non aveva ancora conquistato punti nella gara breve. Per Tsunoda, che guadagna due posizioni in classifica piloti, è il miglior risultato stagionale in qualsiasi formato. L'AlphaTauri è ora davanti all'Alfa Romeo in classifica costruttori, e solamente nove punti distante dalla Williams per la lotta del settimo posto. Hamilton è settimo per la terza Sprint dell'anno, avendo concluso nei primi quattro solamente in un'occasione grazie al secondo posto della gara rapida del Gran Premio degli Stati Uniti d'America. Sainz Jr. è ottavo ed è il terzo pilota dell'anno ad aver ottenuto più punti in una Sprint dopo Verstappen e Pérez. Ricciardo ottiene il suo miglior piazzamento in stagione durante una gara breve con il nono posto, a soli due decimi dall'ottavo posto dello spagnolo della Ferrari. Piastri termina decimo nella stessa posizione di qualificazione, mentre Alonso è l'unico pilota dei primi otto in classifica piloti a non aver ottenuto punti. Verstappen è sempre salito a podio in tutte le Sprint della stagione e ha sempre vinto poi il Gran Premio dopo il trionfo nella gara rapida. Al pilota olandese manca un punto per diventare il primo pilota nella storia del mondiale a ottenere 500 punti in un campionato. Verstappen ha condotto per la sua interezza una Sprint per la terza volta in stagione dopo quella nel Gran Premio d'Austria e quella nel Gran Premio degli Stati Uniti d'America. Il bottino dei punti del tre volte campione del mondo è più del doppio di quello del compagno di scuderia Pérez, 499 a 246. Russell ottiene il secondo giro più veloce durante una Sprint. Tutti i piloti sono classificati in una Sprint per la prima volta da quella del Gran Premio d'Austria.
A Logan Sargeant viene cancellato un tempo dai commissari sportivi per non aver rispettato i limiti della pista, durante la Sprint (alla curva 5). Al termine della Sprint, la direzione gara comunica che, secondo il regolamento sportivo, tutte le vetture devono essere coperte e pronte per la sigillatura entro le due ore da quando è stata esposta la bandiera a scacchi.

### Risultati
I risultati della Sprint sono i seguenti:
| Pos | Nº | Pilota           | Costruttore                  | Giri | Tempo/Ritiro | Griglia | Punti |
| --- | -- | ---------------- | ---------------------------- | ---- | ------------ | ------- | ----- |
| 1   | 1  | Max Verstappen   | Red Bull Racing-Honda RBPT   | 24   | 30'07"209    | 2       | 8     |
| 2   | 4  | Lando Norris     | McLaren-Mercedes             | 24   | +4"287       | 1       | 7     |
| 3   | 11 | Sergio Pérez     | Red Bull Racing-Honda RBPT   | 24   | +13"617      | 3       | 6     |
| 4   | 63 | George Russell   | Mercedes                     | 24   | +25"879      | 4       | 5     |
| 5   | 16 | Charles Leclerc  | Ferrari                      | 24   | +28"560      | 7       | 4     |
| 6   | 22 | Yuki Tsunoda     | AlphaTauri-Honda RBPT        | 24   | +29"210      | 6       | 3     |
| 7   | 44 | Lewis Hamilton   | Mercedes                     | 24   | +34"726      | 5       | 2     |
| 8   | 55 | Carlos Sainz Jr. | Ferrari                      | 24   | +35"106      | 9       | 1     |
| 9   | 3  | Daniel Ricciardo | AlphaTauri-Honda RBPT        | 24   | +35"303      | 8       |       |
| 10  | 81 | Oscar Piastri    | McLaren-Mercedes             | 24   | +38"219      | 10      |       |
| 11  | 14 | Fernando Alonso  | Aston Martin Aramco-Mercedes | 24   | +39"061      | 15      |       |
| 12  | 18 | Lance Stroll     | Aston Martin Aramco-Mercedes | 24   | +39"478      | 17      |       |
| 13  | 10 | Pierre Gasly     | Alpine-Renault               | 24   | +40"621      | 13      |       |
| 14  | 31 | Esteban Ocon     | Alpine-Renault               | 24   | +42"848      | 16      |       |
| 15  | 23 | Alexander Albon  | Williams-Mercedes            | 24   | +43"394      | 19      |       |
| 16  | 20 | Kevin Magnussen  | Haas-Ferrari                 | 24   | +56"507      | 11      |       |
| 17  | 24 | Zhou Guanyu      | Alfa Romeo-Ferrari           | 24   | +58"723      | 18      |       |
| 18  | 27 | Nico Hülkenberg  | Haas-Ferrari                 | 24   | +1'00"330    | 12      |       |
| 19  | 77 | Valtteri Bottas  | Alfa Romeo-Ferrari           | 24   | +1'00"749    | 14      |       |
| 20  | 2  | Logan Sargeant   | Williams-Mercedes            | 24   | +1'00"945    | 20      |       |

## Gara

### Resoconto
Charles Leclerc esce di pista, per un problema idraulico, nel giro di formazione. La sua piazzola di partenza rimane vuota, al via. Verstappen mantiene il comando, seguito da Norris, partito sesto. Alle spalle del pilota della McLaren si porta Hamilton, seguito, a sua volta, dalle due Aston Martin. Nella parte finale del gruppo Alexander Albon, chiuso tra le due Haas, colpisce la vettura di Kevin Magnussen. I due terminano fuori pista, mentre una ruota della Williams finisce sull'alettone posteriore dell'AlphaTauri di Daniel Ricciardo. Anche l'altro pilota australiano, Oscar Piastri, vede la sua vettura danneggiata. La direzione di gara invia in pista la safety car, che passa, nei giri seguenti, nella corsia dei box, per consentire la pulizia del tracciato. Dopo un giro la direzione di gara espone la bandiera rossa, per permettere la risistemazione delle barriere, nel punto dell'impatto delle vetture protagoniste dell'incidente al via. Ciò consente alle scuderie di Ricciardo e Piastri di sistemare le monoposto, tanto da permettere ai due di partecipare alla ripartenza, ma solo dalla pit lane e con un giro di ritardo. La gara viene ripresa alle 14:31.
Verstappen mantiene, ancora, il comando, davanti a Norris, Hamilton e Alonso. Lo spagnolo dell'Aston Martin passa il pilota della Mercedes, al termine della Reta Oposta. Alle loro spalle Stroll viene passato da Russell e Pérez. Per qualche giro Lando Norris sembra poter insidiare il primo posto, ma Verstappen è capace di allungare. Tra il tredicesimo e quattordicesimo giro s'infiamma il duello tra Sergio Pérez e George Russell, per il quinto posto. Il messicano, al diciottesimo giro, supera anche Hamilton. Un giro dopo l'ex campione del mondo effettua la sua sosta, in cui passa alle gomme medie, così come Russell, un giro dopo. La medesima scelta è fatta da Pérez, al ventunesimo giro. L'undercut di Lewis Hamilton consente al britannico di risuperare Pérez.
Al ventitreesimo giro il messicano della Red Bull Racing è nuovamente capace di prendere la posizione a Hamilton. Al ventiseiesimo passaggio si ferma Alonso, seguito da Russell, che effettua la seconda sosta. Due giri dopo c'è la sosta per Verstappen e Norris. L'olandese e il britannico mantengono il primo e secondo posto. Alle loro spalle si trovano Fernando Alonso, Pérez, Stroll e le due Mercedes. Sainz Jr. riesce ad avvicinarsi a Russell, che chiede al team di poter passare il suo compagno di scuderia. Tra il trentaquattresimo e il trentasettesimo giro il pilota della Ferrari passa le due vetture tedesche. Al quarantatreesimo giro Russell cede anche a Pierre Gasly, e si ferma, dopo pochi giri, per un nuovo cambio delle gomme. Al quarantasettesimo giro effettuano il pit stop Pérez, Hamilton e Gasly. Il giro successivo passa ai box anche Alonso.
Hamilton cede a Gasly, al cinquantunesimo passaggio. Negli ultimi giri Pérez si avvicina ad Alonso, mentre passano alla sosta anche Verstappen e Norris, senza che questo incida sulla classifica. Alonso riesce, con traiettorie diverse, a resistere all'attacco del pilota della Red Bull Racing, che non supera lo spagnolo, nemmeno con l'uso del DRS. Pérez è capace di passare al penultimo giro, alla prima curva, ma viene risuperato dall'iberico, all'ultimo giro, alla curva 4. I due restano vicini, col pilota dell'Aston Martin che conserva il terzo posto in volata.
Max Verstappen vince il cinquantaduesimo Gran Premio in carriera, dopo la vittoria nella Sprint, il quinto appuntamento consecutivo e il diciassettesimo della stagione, nonché il secondo successo sul circuito di Interlagos dopo il trionfo nel 2019. Il tre volte campione del mondo è al quarto posto nella classifica di tutti i tempi per il maggior numero di vittorie, a una lunghezza dai successi di Sebastian Vettel. Per la Red Bull Racing è la diciannovesima vittoria in campionato, la quinta consecutiva, la centoundicesima della propria storia e la prima a Interlagos dal 2019 proprio con Verstappen. La scuderia di Milton Keynes eguaglia il numero dei trionfi in Brasile della Williams e della Mercedes, con sei. Il costruttore austriaco vince per la seconda volta in Brasile nell'era turbo-ibrida iniziata nella stagione 2014. Norris, secondo, ottiene il tredicesimo podio in carriera, pareggiando Nick Heidfeld quale pilota con il maggior numeri di podi senza successi. Patrick Depailler, Jean Alesi, Mika Häkkinen e Eddie Irvine ottennero quindici podi prima di vincere la prima gara. Per il britannico è il settimo arrivo in seconda posizione senza vittorie, ad una distanza dal record di tutti i tempi di Heidfeld. Norris segna anche sette podi stagionali, al miglior risultato per un pilota della McLaren dalla stagione 2012 con Hamilton. Alonso è terzo ed eguaglia il numero dei podi di Alain Prost con 106, al quarto posto nella classifica di tutti i tempi. Lo spagnolo, che arriva davanti a Pérez per 0"053, termina a podio sul circuito di Interlagos per la nona volta senza vincere, segnando un nuovo record e battendo quello precedente di Kimi Räikkönen con otto podi senza trionfi sul circuito di Manama. Per il pilota dell'Aston Martin, all'ottavo podio in stagione, il primo da quello nel Gran Premio d'Olanda, è solamente il secondo podio nelle ultimi dodici gare, dopo aver ottenuto sei podi nelle prime otto gare in stagione. Per Alonso è il primo podio in Brasile dal terzo posto nella gara del 2013 con la Ferrari. Lo spagnolo riconquista la quarta posizione nel campionato piloti, precedendo Norris di tre punti e Sainz Jr. di sei. Con l'ottenimento del quarto posto, Pérez ora ha un vantaggio di trentadue punti su Hamilton nella lotta per il secondo posto in classifica generale. Il messicano può teoricamente conquistare il secondo posto nel successivo Gran Premio di Las Vegas. Il pilota della Red Bull Racing ha corso sul circuito brasiliano più volte che in qualunque altro circuito senza mai salire sul podio. Pérez ha ottenuto diciotto punti complessivi in questo Gran Premio, dopo aver segnato solo ventuno punti nelle cinque precedenti gare messe insieme. Il quinto posto di Stroll è stato il suo secondo piazzamento nei primi cinque della stagione e il primo dal Gran Premio d'Australia. Stroll terminò nei primi cinque anche nella Sprint del Gran Premio d'Austria. Il miglior risultato precedente del canadese sul circuito di Interlagos è stato il decimo posto nell'edizione 2022. Dopo aver concluso al sesto posto, Sainz Jr. è ora dietro ad Alonso e Norris in classifica generale. Per Gasly, settimo, è il quarto arrivo nelle prime sette posizioni negli ultimi otto Gran Premi. Per Hamilton, ottavo, è il peggior risultato sulla pista brasiliana nell'era turbo-ibrida. Grazie al nono posto, Tsunoda ottiene il suo primo piazzamento a punti in un Gran Premio a Interlagos. Il giapponese ha conquistato dieci punti nelle ultime tre gare, dopo averne segnati solo tre nelle prime diciassette gare. L'AlphaTauri è ora distante sette punti dalla Williams nella lotta per il settimo posto in classifica costruttori. Ocon termina decimo per la seconda gara di fila. Verstappen rafforza il proprio record personale quale pilota con il maggior numero di successi in una singola stagione, con diciassette, e vince per la quindicesima volta partendo dalla pole position, la striscia più lunga nella massima categoria. L'olandese estende a trentanove gare, la seconda striscia più lunga di tutti i tempi, nel quale ottiene punti consecutivamente, con la serie iniziata nel Gran Premio dell'Emilia-Romagna 2022. L'olandese, che è stato solamente battuto una volta negli ultimi sedici Gran Premi, in quello di Singapore, stabilisce il nuovo record del maggior numero di podi conquistati in un singolo campionato, con diciannove, oltre a segnare la nuova percentuale più alta di successi, dopo il precedente record detenuto da Alberto Ascari con sei vittorie su otto appuntamenti della stagione 1952. Verstappen è il primo pilota nella storia del mondiale a superare la soglia dei 500 punti. La Red Bull Racing, con il diciannovesimo trionfo in stagione, eguaglia il record della Mercedes della stagione 2016, primato allora stabilito con una gara in meno. Il team di Milton Keynes batte il record del costruttore tedesco, sempre della stessa stagione, del maggior numero di giri condotti in un singolo campionato, con 1 055. Il costruttore austriaco ottiene trentacinque vittorie dall'inizio del campionato precedente. Verstappen, primo, e Norris, secondo, tagliano il traguardo nelle stesse posizioni della Sprint. Il vantaggio di Verstappen sul pilota secondo in classifica, il compagno di scuderia Pérez, è ora maggiore del totale dei punti complessivi di Vettel quando il tedesco vinse il primo titolo iridato con il costruttore austriaco nel 2010 (256 punti). Leclerc non parte, è ritirato oppure viene squalificato per la sesta volta dopo la qualificazione in prima fila. In tutte le occasioni, la vittoria è stata conquistata da Verstappen. Per la sesta volta da quando corre per la Ferrari, il monegasco percorre meno di cinque giri in gara. Leclerc non ottiene punti in due delle ultime tre gare, dopo la squalifica nel Gran Premio degli Stati Uniti d'America, ma ne ottiene quattro nella Sprint. Per la seconda volta negli ultimi quattro Gran Premi, la Ferrari non schiera una vettura prima della partenza. L'Alfa Romeo registra il primo doppio ritiro in stagione, non ottenendo punti per la terza gara di fila. Norris è nominato pilota del giorno per la terza gara consecutiva, eguagliando il primato di Verstappen del 2016, stagione in cui il riconoscimento è stato istituito. A partire dal Gran Premio del Giappone, il premio è sempre stato assegnato ai piloti della McLaren. È stato il quarto Gran Premio della stagione, l'ottantacinquesimo in totale nella storia della categoria, nonché secondo consecutivo, oggetto dell'interruzione con bandiera rossa, dopo quello d'Australia, sospeso per tre volte durante la gara, quello d'Olanda e quello precedente di Città del Messico. La corsa ha figurato il maggior numero di piloti ritirati in stagione, con cinque, al pari del Gran Premio del Giappone. Senza la partenza di Leclerc, ben sei piloti non hanno visto la bandiera a scacchi, il numero più alto dell'intero campionato. Si è trattato del terzo Gran Premio della storia corso in Brasile con il tempo di durata maggiore, dopo la gara del 2016, corsa sempre a Interlagos, e quella del 1981, disputata sul circuito di Jacarepaguá.

### Risultati
I risultati del Gran Premio sono i seguenti:
| Pos | Nº | Pilota           | Costruttore                  | Giri | Tempo/Ritiro                | Griglia | Punti |
| --- | -- | ---------------- | ---------------------------- | ---- | --------------------------- | ------- | ----- |
| 1   | 1  | Max Verstappen   | Red Bull Racing-Honda RBPT   | 71   | 1h56'48"894                 | 1       | 25    |
| 2   | 4  | Lando Norris     | McLaren-Mercedes             | 71   | +8"277                      | 6       | 19    |
| 3   | 14 | Fernando Alonso  | Aston Martin Aramco-Mercedes | 71   | +34"155                     | 4       | 15    |
| 4   | 11 | Sergio Pérez     | Red Bull Racing-Honda RBPT   | 71   | +34"208                     | 9       | 12    |
| 5   | 18 | Lance Stroll     | Aston Martin Aramco-Mercedes | 71   | +40"845                     | 3       | 10    |
| 6   | 55 | Carlos Sainz Jr. | Ferrari                      | 71   | +50"188                     | 7       | 8     |
| 7   | 10 | Pierre Gasly     | Alpine-Renault               | 71   | +56"093                     | 15      | 6     |
| 8   | 44 | Lewis Hamilton   | Mercedes                     | 71   | +1'02"859                   | 5       | 4     |
| 9   | 22 | Yuki Tsunoda     | AlphaTauri-Honda RBPT        | 71   | +1'09"880                   | 16      | 2     |
| 10  | 31 | Esteban Ocon     | Alpine-Renault               | 70   | +1 giro                     | 14      | 1     |
| 11  | 2  | Logan Sargeant   | Williams-Mercedes            | 70   | +1 giro                     | 19      |       |
| 12  | 27 | Nico Hülkenberg  | Haas-Ferrari                 | 70   | +1 giro                     | 11      |       |
| 13  | 3  | Daniel Ricciardo | AlphaTauri-Honda RBPT        | 70   | +1 giro                     | 17      |       |
| 14  | 81 | Oscar Piastri    | McLaren-Mercedes             | 69   | +2 giri                     | 10      |       |
| Rit | 63 | George Russell   | Mercedes                     | 57   | Temperatura dell'olio       | 8       |       |
| Rit | 77 | Valtteri Bottas  | Alfa Romeo-Ferrari           | 39   | Problemi idraulici          | 18      |       |
| Rit | 24 | Zhou Guanyu      | Alfa Romeo-Ferrari           | 22   | Motore                      | 20      |       |
| Rit | 20 | Kevin Magnussen  | Haas-Ferrari                 | 0    | Collisione con A. Albon     | 12      |       |
| Rit | 23 | Alexander Albon  | Williams-Mercedes            | 0    | Collisione con K. Magnussen | 13      |       |
| NP  | 16 | Charles Leclerc  | Ferrari                      | 0    | Problemi idraulici          | –       |       |

Lando Norris riceve un punto addizionale per aver segnato il giro più veloce della gara.

## Classifiche mondiali

### Piloti
| Pos | Pilota           | Punti |
| --- | ---------------- | ----- |
| 1   | Max Verstappen   | 524   |
| 2   | Sergio Pérez     | 258   |
| 3   | Lewis Hamilton   | 226   |
| 4   | Fernando Alonso  | 198   |
| 5   | Lando Norris     | 195   |
| 6   | Carlos Sainz Jr. | 192   |
| 7   | Charles Leclerc  | 170   |
| 8   | George Russell   | 156   |
| 9   | Oscar Piastri    | 87    |
| 10  | Lance Stroll     | 63    |
| 11  | Pierre Gasly     | 62    |
| 12  | Esteban Ocon     | 46    |
| 13  | Alexander Albon  | 27    |
| 13  | Yuki Tsunoda     | 13    |
| 15  | Valtteri Bottas  | 10    |
| 16  | Nico Hülkenberg  | 9     |
| 17  | Daniel Ricciardo | 6     |
| 18  | Zhou Guanyu      | 6     |
| 19  | Kevin Magnussen  | 3     |
| 20  | Liam Lawson      | 2     |
| 21  | Logan Sargeant   | 1     |

### Costruttori
| Pos | Costruttore                  | Punti |
| --- | ---------------------------- | ----- |
| 1   | Red Bull Racing-Honda RBPT   | 782   |
| 2   | Mercedes                     | 382   |
| 3   | Ferrari                      | 362   |
| 4   | McLaren-Mercedes             | 282   |
| 5   | Aston Martin Aramco-Mercedes | 261   |
| 6   | Alpine-Renault               | 108   |
| 7   | Williams-Mercedes            | 28    |
| 8   | AlphaTauri-Honda RBPT        | 21    |
| 9   | Alfa Romeo-Ferrari           | 16    |
| 10  | Haas-Ferrari                 | 12    |

## Decisioni della FIA
Al termine della gara, gli organizzatori del Gran Premio vengono convocati dai commissari sportivi in quanto una larga parte degli spettatori ha invaso il tracciato alla curva 1, prima della conclusione della gara. Gli organizzatori hanno ammesso di non aver seguito i protocolli di sicurezza, trattandosi di una situazione inaccettabile che avrebbe potuto avere conseguenze disastrose. Essi inoltre dichiarano di condurre un'indagine approfondita e adottare misure per porre rimedio in tempo per il prossimo Gran Premio in Brasile. I commissari determinano che gli organizzatori, dopo aver violato l'articolo 12.2.1.h del codice sportivo internazionale, presentino entro il 30 gennaio 2024 un piano di riparazione che affronti adeguatamente quanto accaduto. Inoltre, i commissari riferiscono questo incidente al Consiglio Mondiale della Federazione per un'ulteriore indagine per determinare se eventuali passaggi aggiuntivi devono essere adottati, applicando sanzioni oltre il piano di riparazione presentato dagli organizzatori per garantire la condotta sicura e ordinata dei futuri eventi.